# Психоневрологический интернат

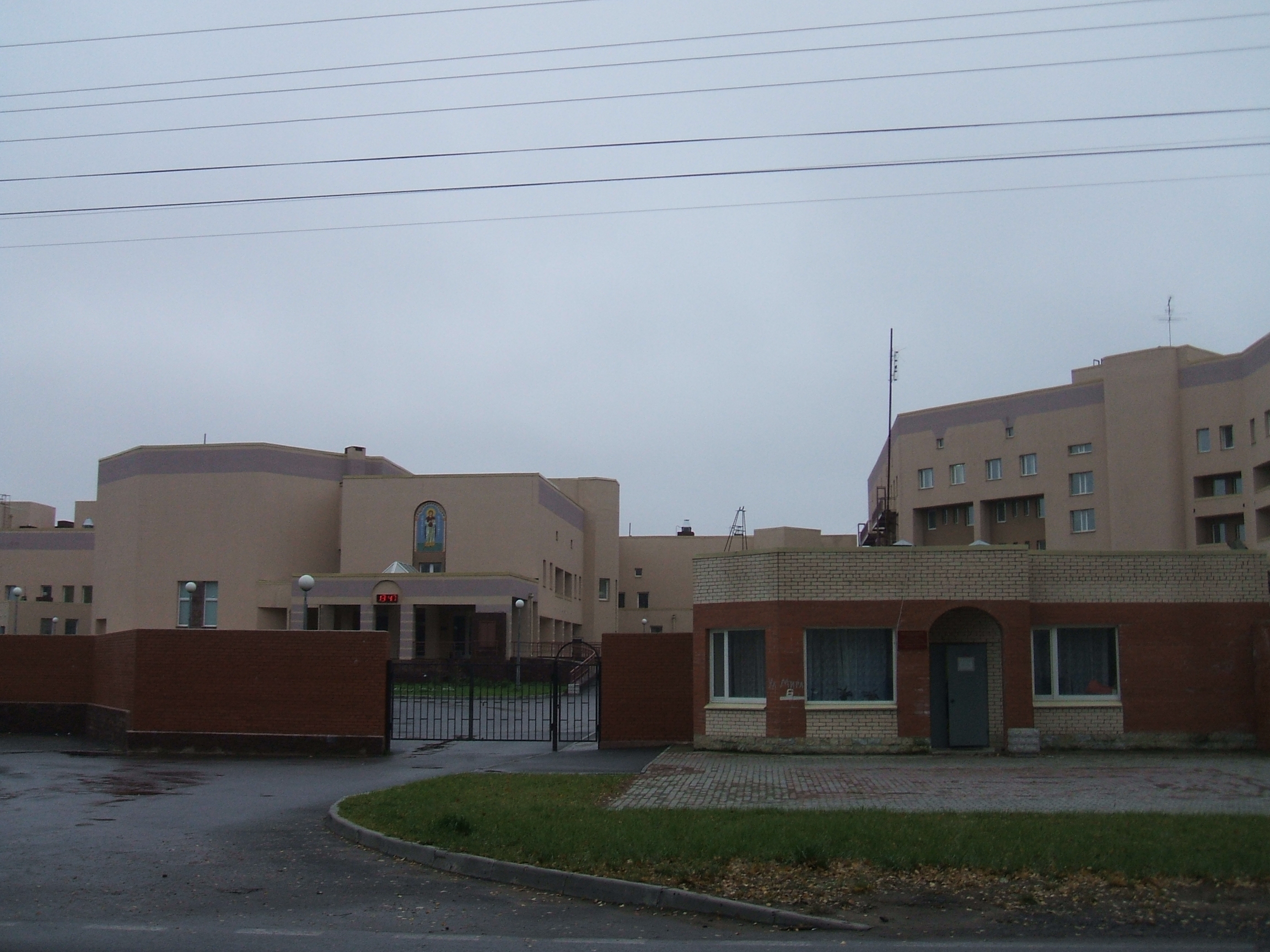
Психоневрологический интернат № 1 в Зеленогорске (Курортный район Санкт-Петербурга)

Психоневрологи́ческий интерна́т (сокращённо ПНИ) — социально-медицинское учреждение, которое предназначено для постоянного, а также временного (сроком до шести месяцев) и пятидневного в неделю проживания и обслуживания лиц пожилого возраста и инвалидов старше 18 лет, страдающих хроническими психическими расстройствами и нуждающихся в постороннем уходе, и которое должно обеспечивать соответствующие их возрасту и состоянию здоровья условия жизнедеятельности, мероприятия медицинского и социального характера, питание и уход, организацию посильной трудовой деятельности, отдыха и досуга.

## История
Первые психоневрологические интернаты создавались в СССР для лиц с тяжёлыми психическими и неврологическими нарушениями (как, например, шизофрения, синдром Дауна, ДЦП). Как нередко утверждается, возникновение первых психоневрологических интернатов было связано с указом Сталина, вышедшим в конце 1940-х годов: согласно указу, лиц с физическими и психическими заболеваниями следовало убрать с городских улиц и изолировать (после Великой Отечественной войны на улицах советских городов было много инвалидов-нищих). Этим же целям служил указ Президиума Верховного Совета СССР от 23 июля 1951 года «О мерах борьбы с антисоциальными, паразитирующими элементами».
В 1950—1960-е годы происходило строительство многих интернатных учреждений и перепрофилирование домов инвалидов и домов престарелых в психоневрологические интернаты. Причиной такого перепрофилирования стало увеличение числа людей, страдающих от различных психических нарушений, в том числе вследствие Великой Отечественной войны, и отсутствие тех, кто был бы готов взять на себя функции заботы об этих людях. Помещение людей с теми или иными формами инвалидности в ПНИ было по сути способом решения социальных проблем с помощью изоляции и маргинализации. Инвалидов помещали в старых зданиях, во многих случаях не приспособленных для проживания людей с особыми потребностями, за десятки километров от городов — областных центров.
Происходило ужесточение режима содержания проживающих в этих учреждениях. В одной из докладных министр внутренних дел СССР С. Круглов указывал: «Борьба с попрошайничеством усложняется… тем, что многие из нищих отказываются от направления их в дома инвалидов… самовольно оставляют их и продолжают попрошайничать… В связи с этим было бы целесообразно применить дополнительные меры по предотвращению и ликвидации попрошайничества… Для предотвращения того, чтобы инвалиды и престарелые граждане, не желающие проживать там, сами покидали дома для престарелых и инвалидов, чтобы лишить их возможности заниматься попрошайничеством, часть существующих домов для престарелых и инвалидов превратить в дома закрытого типа с особым режимом…»
Количество психоневрологических интернатов быстро возрастало. За несколько десятилетий в СССР было построено около трёхсот ПНИ. В 1980 году Министерство здравоохранения утверждало, что в психоневрологических интернатах находятся главным образом «больные психоневрологическими заболеваниями на почве пьянства, алкоголизма и самогоноварения».

## Статистика
К концу XX века в РФ официально существовало 442 психоневрологических интерната, к концу первого десятилетия XXI века их число составило 505. По данным на 2019 год, в РФ около 650 психоневрологических интернатов, в которых проживают 155 157 пациентов. Большинство из этих пациентов (112 157) официально недееспособны. По данным за тот же год, лишь 2 % проживающих в интернатах для взрослых официально трудоустроены.
В 2003 году более половины всех пациентов психоневрологических интернатов (68,9 %) составляли лица со снижением интеллекта: с диагнозом умственной отсталости и различного вида деменциями. При этом нарушения интеллекта у лиц, переведённых из детских домов-интернатов, нередко бывают связаны не столько с реальным снижением интеллектуальных возможностей, сколько с педагогической запущенностью, отсутствием должного обучения и воспитания, недостаточностью реабилитационных программ и отсутствием реабилитационных центров постинтернатного обучения. Также в психоневрологических интернатах находятся дети-инвалиды, выросшие в семьях, но лишившиеся поддержки из-за смерти или болезни родителей; люди, получившие инвалидность во взрослом возрасте по причине психического расстройства или неврологического заболевания; пережившие автомобильную аварию или инсульт.

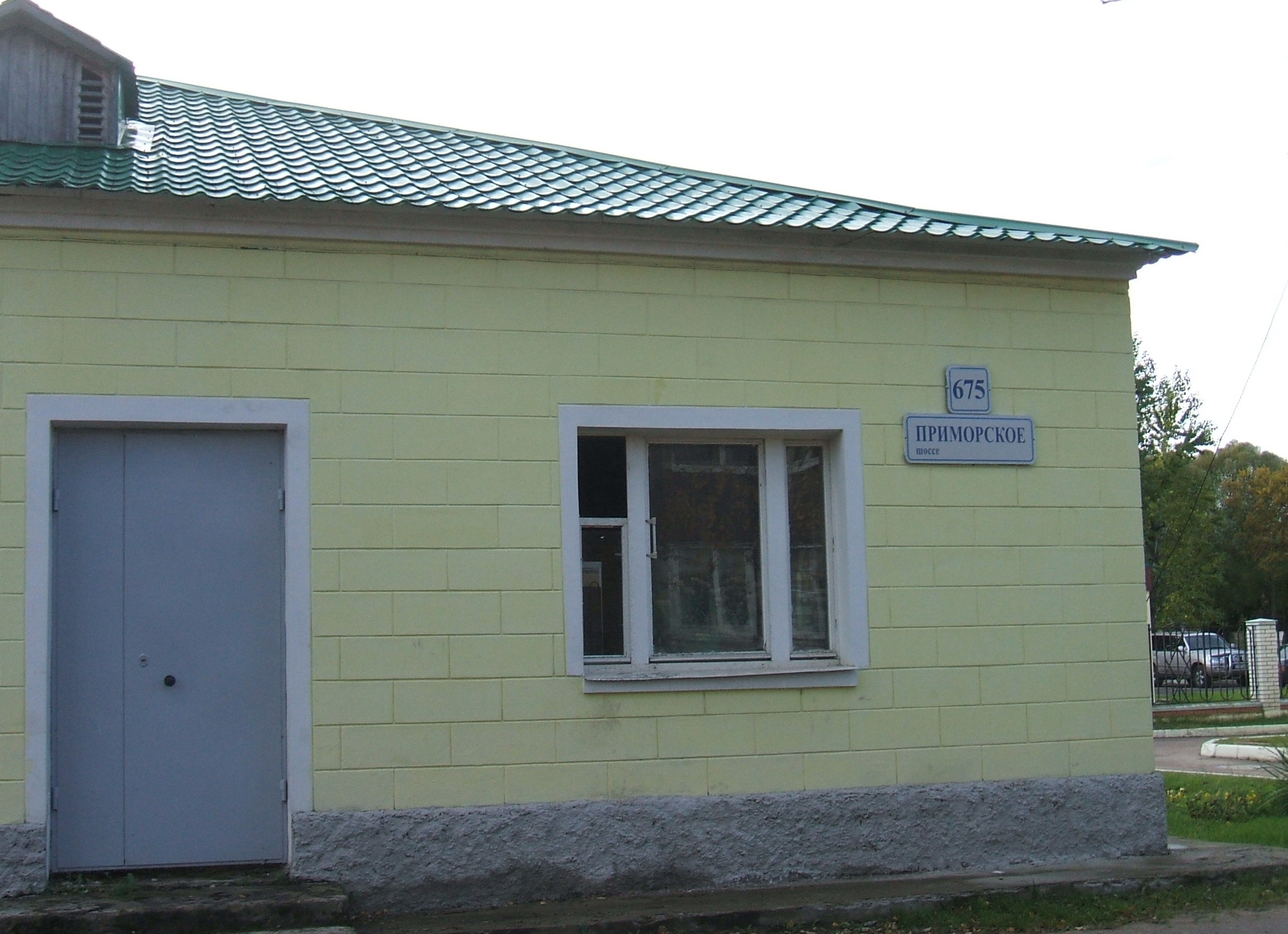
Психоневрологический интернат № 6, посёлок Смолячково (Курортный район Санкт-Петербурга)

По информации на 2013 год, в течение года в психоневрологические интернаты Москвы поступает около тысячи человек; в общей сложности в интернатах города живут 10,5 тысяч пациентов (из них 8245 — мужчины в возрасте 18—58 лет). Около 5000 попали в ПНИ из детских домов-интернатов без психиатрического переосвидетельствования.
В феврале — марте 2019 года Рострудом, Росздравнадзором и Роспотребнадзором при участии ФГБУ «Федеральное бюро медико-социальной экспертизы» Министерства труда России и общественных организаций были проведены проверки всех существующих в РФ психоневрологических интернатов. В ходе проверок выявили свыше 1600 нарушений требований законодательства в сфере социального обслуживания и около 1300 нарушений требований трудового законодательства. По результатам этих проверок было выдано 394 предписания об устранении нарушений в сфере социального обслуживания и 419 предписаний об устранении нарушений трудового законодательства, 185 постановлений о назначении штрафов за нарушения.

## Организация быта, трудовой и учебной деятельности
Российский психоневрологический интернат обычно представляет собой находящееся за высоким забором учреждение с пропускной системой, пациенты которого находятся на закрытых этажах в мужских и женских отделениях и, как правило, не имеют права выходить за пределы территории. Отделения нередко заперты на ключ, пациенты во многих случаях лишены возможности выйти во двор или покинуть свой этаж. Двери в комнатах и кабинки в туалетах часто отсутствуют.
Основная функция, выполняемая психоневрологическими интернатами, — обеспечение возможности проживания пациентов, их социально-бытового устройства. Обычно человек находится в ПНИ 15—20 лет или более, понятие выписки практически отсутствует. Это обусловливает особую организацию быта пациентов, которая сочетает в себе элементы больничного учреждения и общежития, а также вовлечение пациента в трудовую деятельность.
Условия проживания в ПНИ обычно характеризуются однообразием обстановки, монотонностью быта, отсутствием интересной занятости, дефицитом общения со здоровым окружением, зависимостью от персонала. Во многих интернатах пациенты проживают по восемь — десять человек в комнате. Санитарная площадь, приходящаяся на каждого пациента, часто составляет 4—5 м², вопреки нормативам (7 м²). Один санузел в среднем приходится на 16 постояльцев интернатов. Большинство зданий ПНИ находятся, по данным за 2019 год, в полуразрушенном состоянии. Во многих интернатах нет горячей воды, в некоторых интернатах отсутствует канализация, и все удобства находятся на улице.
Трудовая деятельность. Для организации трудовой терапии в интернатах традиционно существует материально-техническая база, к которой относятся лечебно-трудовые мастерские (ЛТМ), подсобное сельское хозяйство, спеццеха. Самые распространённые виды работ в ЛТМ — швейные, столярные и картонажные; также существуют сборочные, сапожные виды работ, плетение корзин и др. После 1992 года изменение социально-экономической ситуации в стране привело к тому, что ЛТМ перестали получать заказы и сырьё от местной промышленности, и в результате — к нарушению права на труд многих проживающих.
Кроме того, трудовая деятельность пациентов ПНИ часто осуществляется в таких формах: 1) хозяйственно-бытовая деятельность по обслуживанию интерната (поддержание чистоты и порядка в помещениях, уход за тяжелобольными, разгрузка продуктов и т. п. — этот труд не оплачивается и часто оказывается принудительным, в нарушение прав работающих); 2) деятельность в составе выездных бригад на полевые работы и строительные объекты; 3) деятельность на штатных должностях в интернате и за его пределами.
Учебную деятельность в ПНИ необходимо осуществлять по специально разработанным программам обучения, позволяющим приобретать социально значимые профессии с учётом степени интеллектуального дефекта. Чаще всего возникает необходимость обучать молодых пациентов ПНИ профессиональным навыкам штукатура-маляра, столяра, сапожника, швеи и др., так как в учреждениях системы социальной защиты часто требуется ремонт зданий, мебели, кухонной утвари, белья, обуви.
В устройстве психоневрологического интерната присутствует ряд признаков, позволяющих отнести его к тотальным институциям (понятие, введённое социологом Ирвингом Гофманом). Такими признаками являются изолированность от внешнего мира, отсутствие личного пространства, подчинение персоналу, единый для всех временной распорядок дня, система наказаний и привилегий для управления проживающими.

## Права пациентов ПНИ
На людей, проживающих в психоневрологических интернатах, распространяются общие права лиц, страдающих психическими расстройствами. Пациентов ПНИ следует информировать об их правах, обращаться с ними гуманно и с уважением к их человеческому достоинству, условия их содержания должны быть как можно менее ограничительными. Необходимо учитывать нормы о согласии на лечение, о праве отказаться от лечения, праве на соблюдение врачебной тайны и о других так называемых медицинских правах, предусмотренных в Законе о психиатрической помощи и международных документах по правам человека.
Лица, проживающие в ПНИ, вправе:
- выходить за пределы интерната[15] (однако, согласно принятым в июле 2023 года поправкам в «Законе о психиатрической помощи…», директор ПНИ может ограничить право пациента о выходе за пределы интерната на выходные или в отпуск с семьёй, при этом в поправках не указано, на каких основаниях может быть ограничено такое право или как можно подобный отказ оспорить[16]);
- свободно получать и отправлять письма и другие частные сообщения[15] (принятые в июле 2023 года поправки в «Законе о психиатрической помощи…» позволяют главным врачам лишать пациентов возможности переписки[17]);
- пользоваться телефонными услугами, радио и телевидением[15] (согласно принятым в июле 2023 года поправкам в «Законе о психиатрической помощи…», заведующий отделением или главврач вправе ограничивать круг лиц, с которыми пациент может общаться по телефону, ограничить количество сеансов связи в сутки, исключить конфиденциальность при общении пациента по телефону[17]);
- находиться в достойных условиях проживания, приближённых к условиям обычной жизни, иметь возможности для активного досуга и отдыха[15];
- покупать и получать вещи, необходимые для повседневной жизни (при этом интернат обязан обеспечить их сохранность, например предоставив закрывающийся на ключ шкафчик)[15];
- заниматься добровольным оплачиваемым трудом в интернате либо за его пределами (при работе на территории интерната человек, проживающий в ПНИ, имеет право на такую же зарплату, как у сотрудников интерната)[15];
- свободно распоряжаться заработанными деньгами[15];
- получать подробную информацию о предложенном лечении, в том числе о предполагаемых результатах, побочных эффектах и альтернативных вариантах лечения[15];
- обращаться к администрации ПНИ по вопросам лечения, обследования, выписки, по вопросам соблюдения прав, предусмотренных законодательством о психиатрической помощи[18]:98;
- подавать без цензуры жалобы и заявления в органы представительной и исполнительной власти, прокуратуру, суд и адвокату[18]:98 (принятые в июле 2023 года поправки в «Законе о психиатрической помощи…» позволяют главврачам ограничивать пациентов в переписке и тем самым лишать их возможности отправлять жалобы[17]);
- встречаться с адвокатом и священнослужителем наедине[18]:98;
- исполнять религиозные обряды, соблюдать религиозные каноны, в том числе пост, по согласованию с администрацией иметь религиозные атрибутику и литературу[18]:98;
- выписывать газеты и журналы[18]:98;
- получать образование по программе общеобразовательной школы или специальной школы для детей с нарушением интеллектуального развития, если лицо не достигло 18 лет[18]:98.

Согласно Федеральному закону «О социальном обслуживании граждан пожилого возраста и инвалидов», граждане, проживающие в государственных стационарных учреждениях социального обслуживания, имеют право на:98—99:
- обеспечение им условий проживания, отвечающих санитарно-гигиеническим требованиям;
- уход, первичную медико-санитарную и стоматологическую помощь в данных учреждениях, а также обследование и лечение в госучреждениях здравоохранения в случае, если необходимо оказание специализированной медицинской помощи;
- социально-медицинскую реабилитацию и социальную адаптацию;
- добровольное участие в лечебно-трудовом процессе с учётом состояния здоровья, интересов, желаний (принуждение граждан к лечебно-трудовой деятельности не допускается);
- медико-социальную экспертизу, проводимую по медицинским показаниям, для установления или изменения группы инвалидности;
- свободное посещение адвокатом, нотариусом, законными представителями, представителями общественных объединений и священнослужителем, а также родственниками и другими лицами;
- бесплатную помощь адвоката;
- предоставление помещения для совершения религиозных обрядов, создание для этого условий с учётом интересов верующих различных конфессий;
- сохранение занимаемых гражданами по договору найма или аренды жилых помещений в домах государственного, муниципального и общественного жилищных фондов в течение 6 месяцев с момента поступления в стационарное учреждение, а в случаях, когда в жилых помещениях остались проживать члены их семей, — на протяжении всего времени пребывания в этом учреждении;
- в случае отказа от услуг учреждения — на внеочередное обеспечение жильём, если пациенту не может быть возвращено ранее занимаемое им жилое помещение (дети-инвалиды, которые проживают в стационарных учреждениях социального обслуживания и являются лицами из числа детей-сирот и детей, оставшихся без попечения родителей, либо лишены попечительства родителей, по достижении ими 18 лет должны быть обеспечены жилыми помещениями вне очереди органами местного самоуправления, если индивидуальная программа реабилитации предусматривает возможность осуществлять самообслуживание и вести самостоятельный образ жизни);
- участие в общественных комиссиях по защите прав граждан пожилого возраста и инвалидов;
- свободу от наказаний. Не допускаются в целях наказания граждан, проживающих в стационарных учреждениях, или в целях создания удобств для персонала применение лекарственных средств, средств физического сдерживания, а также изоляция граждан;
- получение образования и профессиональное обучение (для детей-инвалидов, которые проживают в стационарных учреждениях социального обслуживания);
- приём на работу, доступную по состоянию здоровья, на условиях трудового договора с ежегодным оплачиваемым отпуском сроком 30 календарных дней (для граждан пожилого возраста и инвалидов, проживающих в указанных учреждениях).

## Нарушения прав пациентов

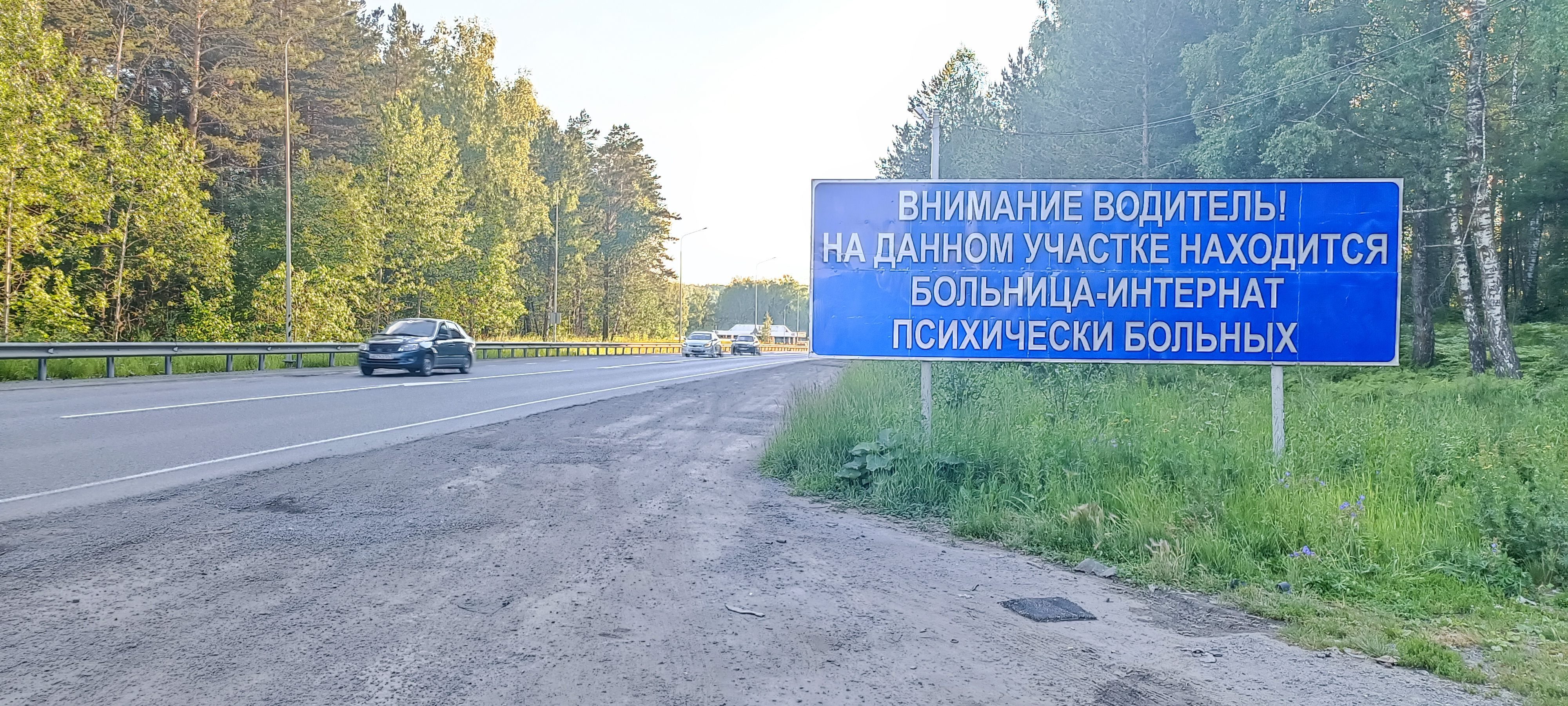
Знак на федеральной трассе «Урал», предупреждающий о близости больницы-интерната психических больных. Челябинская область, июль 2023 года

В авторитетных публикациях сообщается, что нарушения прав граждан, проживающих в психоневрологических интернатах, носят явочный характер. Нарушения эти происходят повсеместно, и многие из пациентов ПНИ проживают в неблагоприятных условиях. Государственный контроль за соблюдением их прав часто оказывается недостаточным, а общественный — практически полностью отсутствует.
Распространена практика массового лишения дееспособности проживающих в ПНИ на выездных заседаниях судов (за один день лишают дееспособности несколько десятков человек), при этом многие из пациентов ПНИ на заседания суда даже не приглашаются. Процедура помещения недееспособных лиц в психоневрологические интернаты практически везде проводится с грубыми нарушениями российского законодательства: граждан, признанных недееспособными, помещают в интернат без их согласия и не обращаются в суд за получением разрешения на недобровольное помещение, хотя Конституционный суд РФ в Определении от 5 марта 2009 года по жалобе Ибрагимова разъяснил, что процедура помещения недееспособных граждан в психоневрологический интернат должна быть аналогичной процедуре их помещения в психиатрический стационар, то есть в случае несогласия лица с психическим расстройством осуществляться только по решению суда.
Характерны повсеместные нарушения прав лиц, проживающих в ПНИ, на трудоустройство и трудовую реабилитацию, на систематическое обучение, на интеграцию в общество, самостоятельное проживание, собственную семью.
Частыми являются и такие нарушения прав, как лишение свободы передвижения внутри учреждения (запертые этажи, невозможность выйти на прогулку во двор или в гости в соседнее отделение); отсутствие возможности связаться с внешним миром (нет стационарных телефонов); насильственное помещение в изоляторы на длительный срок; лишение возможности ознакомиться с личным делом и медицинской картой; неоказание необходимой медицинской помощи; снисходительное или пренебрежительное отношение персонала к проживающим; отсутствие личных вещей и мест для их хранения; отсутствие возможности уединиться, личного пространства; отсутствие условий для жизни семейных пар, а также для личной «взрослой» жизни людей без потери человеческого достоинства; отсутствие возможности выбирать пищу, одежду, соседей по комнате и т. д.; отсутствие технических средств реабилитации (инвалидных колясок) и реабилитационных мероприятий для так называемых «лежачих» (маломобильных) проживающих; невозможность для маломобильных жителей передвигаться даже по палате или коридору (персонал не хочет или не успевает их вывозить); ограничения посещений пациентов родственниками, знакомыми, представителями благотворительных организаций, общественными наблюдателями.
Проживающим ПНИ чаще всего не оказывается необходимая им медицинская помощь: медицинские услуги в большинстве психоневрологических интернатов находятся на низком уровне либо же не предоставляются вообще. Медики, работающие в интернатах, фактически не входят в систему здравоохранения, будучи подчинены директорам ПНИ. По данным проверок Роструда, «в интернаты, которые находятся далеко от крупных городов, трудно вызвать скорую», при том, что в интернатах постоянно проживают инвалиды I и II групп. По данным Общероссийского народного фронта (проект «Регион заботы»), многие люди, пребывающие в интернатах на так называемом постельном режиме, постоянно испытывают болевой синдром из-за отсутствия медицинской помощи и привязывания к кровати. Людям, страдающим хроническими болями, часто не дают обезболивающие. У большинства жителей ПНИ очень плохие зубы. Нет слуховых аппаратов и очков у пациентов, которые в них нуждаются. Европейский комитет по предупреждению пыток и бесчеловечного или унижающего достоинство обращения или наказания отмечал отсутствие в ПНИ адекватной стоматологической помощи, а также неукомплектованность ПНИ другими специалистами — в том числе психиатрами, психологами, специальными педагогами, социальными работниками, специалистами по трудотерапии, физиотерапевтами, младшим медицинским персоналом.
Питание в интернатах, как правило, невкусное и скудное; многие жители ПНИ лишены возможности выпить чай, отсутствуют или недоступны и кулеры с питьевой водой, что приводит к развитию обезвоживания у проживающих. Одежда выдаётся проживающим в интернатах без учёта размеров и предпочтений. В ПНИ практически полностью отсутствует гигиена, пациентам очень редко стригут волосы и ногти.
Нередко запрещается свободный выход проживающих с территории ПНИ — например, выход допускается только в сопровождении персонала. Между тем действующее законодательство не допускает принудительного удержания лиц, проживающих в ПНИ, по решению администрации: ограничение свободы, согласно ст. 22 Конституции РФ, может допускаться только по решению суда в предусмотренных законом случаях. Кроме того, в соответствии со ст. 92 Жилищного кодекса РФ психоневрологический интернат — это специализированный жилой фонд, и потому создание в интернате режима психиатрической больницы неправомерно. Условия проживания в интернате, в том числе и режим, должны быть максимально приближены к домашним.
Хотя, по оценке главного психиатра Минздрава РФ профессора Зураба Кекелидзе (приведённой в статье, которая опубликована в 2020 году), почти 40% людей, проживающих в психоневрологических интернатах, способны к труду, наблюдаются проблемы с их трудоустройством и трудовой адаптацией. Те из проживающих в ПНИ, кто работает в лечебно-трудовых мастерских, получают при этом очень низкую заработную плату (несколько сотен рублей в месяц), несмотря на то что заняты кропотливым и непростым ручным трудом. Низкую зарплату получают также и жители ПНИ, трудоустроенные в штат интернатов: официально они работают по 6—8 часов в день, но, согласно их трудовым документам, трудоустроены лишь на 0,1—0,3 ставки.
По данным на 2020 год, 46% жителей психоневрологических интернатов лишены даже начального образования. Почти половина жителей ПНИ (около 70 тысяч) не умеют читать, писать и считать. Более 60% не имеют навыков самостоятельной жизни, не могут себя обслуживать, не умеют пользоваться деньгами.
Серьёзное нарушение прав граждан представляет собой практика изъятия у них паспортов, наблюдающаяся, по данным прокуратуры, в ПНИ различных регионов России. Так, в Липецком интернате паспорта изымались администрацией у всех инвалидов и престарелых для хранения в канцелярии учреждения. Между тем, согласно законодательству, брать паспорт на хранение без согласия на то больного можно только у отдельных пациентов и при наличии к этому особых показаний; решение о такой мере может принимать лишь заведующий отделением или главный врач.
Лицам, проживающим в психоневрологических интернатах, бывает очень сложно без посторонней помощи отстаивать свои права, если возникают разногласия с руководством учреждения по самым простым бытовым вопросам: покупка продуктов, одежды, бытовой техники на деньги подопечных, расселение по палатам и др. Ограничения основных прав (на посещения, общение, пользование средствами связи, личными вещами) нередко применяются как меры управления проживающими в интернате.
Нередко при обращении пациента ПНИ в общественные организации за защитой своих прав администрация интерната начинает применять к нему жёсткие меры: ограничивается свобода передвижения, изымается мобильный телефон, гражданин отправляется на лечение в психиатрическую больницу. К членам семьи и представителям общественных организаций также применяют незаконные санкции: ограничение или запрещение свиданий, непредоставление информации и пр.
Правозащитными организациями и уполномоченными по правам человека отмечались факты унизительного и жестокого обращения с пациентами психоневрологических интернатов, физического насилия; факты применения средств физического стеснения в ПНИ (что запрещается российским законодательством); факты использования для наказания сильнодействующих и обладающих тяжёлыми побочными эффектами психотропных средств и принудительного направления на лечение в психиатрические стационары при отсутствии объективных оснований для госпитализации. Делегация Европейского комитета по предупреждению пыток и бесчеловечного или унижающего достоинство обращения или наказания (ЕКПП) обнаружила, что в психоневрологических интернатах применяются механические и химические смирительные средства, а также изоляция, хотя подобные методы допустимо применять лишь в психиатрических больницах. Так, по данным ЕКПП, жителей привязывали к кроватям на период от нескольких часов до целой ночи; помещали в изоляторы; делали инъекции антипсихотиков, причём порой без разрешения психиатра, по одному только решению медсестры.
По утверждению правозащитников, в отношении пациентов ПНИ со стороны сотрудников нередко имеют место незаконный отъём недвижимости, присвоение денег незаконными способами. Почву для злоупотреблений создаёт конфликт интересов, связанный с тем, что директора ПНИ являются одновременно опекунами проживающих (под контролем директоров находятся недвижимость и личные денежные средства пациентов интернатов), и поставщиками социальных услуг для жителей ПНИ.
Забеременевшим пациенткам ПНИ, как правило, делают аборты; в редких случаях они рожают, при этом ребёнка обычно отнимают у матери сразу после родов, а мать по требованию администрации пишет отказ от ребёнка. В ходе общественных проверок психоневрологических интернатов жительницы ПНИ рассказывали, что во время абортов их сразу стерилизовали (перевязывали маточные трубы). Одна из причин повсеместного применения абортов заключается в том, что в психоневрологических интернатах дети согласно законодательству жить не могут, а учреждения, в которых недееспособные могли бы жить вместе со своими детьми, обычно отсутствуют.
В психоневрологических интернатах порой находятся люди, которые могли бы жить самостоятельной жизнью, вне стен интерната, и быть успешно адаптированными в обществе. Самая частая причина отказа в выписке из интерната — отсутствие жилья и невозможность решить жилищную проблему; другие частые причины — несогласованность имеющихся правовых норм в отношении недееспособных лиц и сложности с тем, чтобы получить решение врачебной комиссии о возможности самостоятельного проживания. Хотя, согласно федеральному закону «Об основах социального обслуживания граждан в Российской Федерации», любой пациент имеет право в любой момент отказаться от социального обслуживания либо же изменить его форму, в действительности для того, чтобы выписаться из интерната, необходимо заключение врачебной комиссии с участием врача-психиатра. Если же такого заключения нет, то в случае, когда пациент по собственной инициативе без согласия администрации покидает интернат, администрация интерната согласно существующим нормам должна принять все меры, чтобы вернуть пациента в ПНИ. Случаи выписки из психоневрологических учреждений оказываются единичными; попав в ПНИ, пациенты обычно проживают там всю жизнь.
Наблюдаются также нарушения прав подростков с диагнозом умственной отсталости, поступающих в ПНИ. Согласно федеральному законодательству, осмотр врачебной комиссией подростка с интеллектуальной недостаточностью, проживавшего в специализированном детском доме-интернате, по достижении им 18 лет должен предполагать или выписку из интерната и предоставление ему жилья (если комиссия приходит к выводу, что обследуемый может проживать самостоятельно и обеспечивать себя), или признание его недееспособным и перевод в ПНИ для взрослых, администрация которого принимает на себя функции опекуна. На самом же деле практически все дети, проживающие в специализированных домах-интернатах для лиц с интеллектуальной недостаточностью, автоматически переводятся по достижении ими 18 лет в психоневрологические интернаты; при этом нарушается право на информированное согласие, гарантированное федеральными законами РФ. В значительной мере это обусловлено трудностями с предоставлением жилья и низким качеством реабилитационных программ.

### Примеры
В Пермском крае в ходе проверки психоневрологических интернатов, результаты которой были изложены в докладе уполномоченного по правам человека в Пермском крае Т. Марголиной, во всех интернатах были выявлены грубые нарушения норм трудового законодательства при организации труда проживающих. Так, пациенты работали без оформления трудовых договоров, ведения трудовых книжек, ведения табеля учёта трудового времени, в связи с чем денежное вознаграждение за выполненную работу не выплачивалось.
Т. Марголина в своём докладе отмечала, что люди в психоневрологических интернатах часто не получают адекватной медицинской помощи, в результате чего зафиксированы смерти от тяжёлых соматических заболеваний (перитонит, миокардит, пневмония, менингит); в четырёх интернатах не было организовано диетическое питание для пациентов с хронической патологией желудочно-кишечного тракта. Характерна однообразность питания и нехватка в рационе некоторых продуктов, таких как мясо, свежие фрукты, яйца. Отмечались Т. Марголиной и несоответствие жилищных помещений санитарным и техническим требованиям, отсутствие личного жизненного пространства, неприкосновенности и приватности жилища, а также другие нарушения прав пациентов. В Озерском ПНИ 14 недееспособных молодых женщин были подвергнуты медицинской стерилизации без процедуры рассмотрения данного вопроса в судебном порядке, предусмотренном приказом Министерства здравоохранения РФ № 303 от 28.12.1993 «О применении медицинской стерилизации граждан». Эти случаи стерилизации вызвали бурную реакцию общественности и обсуждались в СМИ. В статье, опубликованной на сайте Независимой психиатрической ассоциации России, говорилось по этому поводу:
С правовой точки зрения, администрация интерната должна была подать в суд заявление о разрешении на стерилизацию. Тогда вопрос о каждой женщине решался бы в индивидуальном порядке, с привлечением специалистов других учреждений, в процессе судебного разбирательства и т. п., на основе анализа всей имеющейся информации, включая медицинскую, и с обязательным учетом психического здоровья женщины, его прогностической оценки. Однако путь это долгий и хлопотный, да и кому в голову придёт, что в отношении недееспособных нужно получать ещё какое-то дополнительное разрешение, если опекун — а это администрация интерната — согласен. С точки зрения администрации, медицинская стерилизация проводилась как бы добровольно. А мотивация — «чтобы психов не рожали» — как указано в докладе Уполномоченного, говорит сама за себя. Недееспособные в России не имеют права ни на что. Между тем, кто-то из этих женщин может со временем восстановить свою дееспособность, а способность к деторождению утеряна уже навсегда.
Уполномоченный по правам человека в РФ В. Лукин отмечал случаи применения к проживающим в Дрюцком психоневрологическом интернате «карцера» и инъекций аминазина и галоперидола для наказания за жалобы руководству интерната на тяжёлую работу на скотном дворе, за требование выдачи задержанной зарплаты и т. п. Сильнодействующие психотропные препараты «в дисциплинарных целях» применяются и в детских домах-интернатах.
В 2013 году государственной комиссией, проводившей проверку Звенигородского психоневрологического интерната, указывались нарушения санитарных норм жилой площади: вместо положенных 6—7 м2 в некоторых палатах площадь не превышает 2,5—3 м2 на одного человека, кровати находятся близко, порой без какого-либо расстояния друг от друга; отсутствуют тумбочки для хранения личных вещей. Пол, стены и сантехника находились в антисанитарном состоянии. На четвёртом этаже в закрытом мужском отделении комиссией был обнаружен карцер, который администрация называла надзорной или наблюдательной палатой. Человек, находившийся в карцере во время проверки, жил там уже два месяца. По словам проживающих в ПНИ, в карцер помещают в качестве наказания. В качестве наказания, как отмечала комиссия, также применялись назначение психотропных препаратов и госпитализация в психиатрический стационар. В интернате много инвалидов с ограничением движения, но коляски есть далеко не у всех из них, остальные — «лежачие», постоянно находятся в постели. Восстановить дееспособность практически нет возможности: администрация интерната не идёт навстречу желающим её восстановить.
По словам представителей некоммерческой организации «Благотворительный фонд помощи детям „Милосердие“», в Звенигородском психоневрологическом интернате помещают в карцер за те или иные жалобы, проявления недовольства. В этом интернате не проводится никакой реабилитации, многие проживающие интерната даже не умеют читать, хотя одного из проживающих интерната волонтёр организации научила читать за месяц. На выход из интерната дееспособным проживающим необходимо разрешение. Волонтёры отмечали наличие в интернате случаев сексуального насилия.
В январе 2016 года член Общественной палаты РФ Елена Тополева-Солдунова совместно с Координационным советом по делам детей-инвалидов провели общественную проверку психоневрологического интерната № 30 в Москве. В отчёте по итогам проверки отмечалось, что в интернате свобода проживающих ограничивается без законных оснований: действует система пропусков, одноразовых и постоянных, при этом даже дееспособным лицам крайне трудно добиться пропуска (даже разового) для выхода из учреждения; существуют различные режимы содержания для разных «типов проживающих», в том числе режим ограничения свободы передвижения. Входные двери в большинстве отделений постоянно заперты; двери в некоторые палаты заперты снаружи. В отделениях, где находятся маломобильные граждане, отсутствуют инвалидные коляски, ходунки, вертикализаторы и др.; некоторые из проживающих проводят весь день в лежачем положении в кровати, одетые днём в ночные рубашки, и ничем не заняты. Правила внутреннего распорядка интерната разрешают ограничивать право проживающих на личную переписку, приём посетителей, приобретение предметов первой необходимости, пользование собственной одеждой. На каждом этаже интерната есть изоляторы («карантинные отделения»), куда помещают людей, вернувшихся из больницы или домашнего отпуска, что противоречит федеральному законодательству, согласно которому проживающий может помещаться в изолятор лишь при появлении признаков инфекционного заболевания и только до госпитализации в инфекционный стационар. В январе 2016 года в одном из изоляторов интерната № 30 женщина совершила самоубийство путём повешения, проведшая в изоляторе 18 дней без каких-либо занятий.
Медицинский антрополог Анна Клепикова во время своей волонтёрской и исследовательской работы в ПНИ отметила, что проживающие там боятся госпитализации в психиатрический стационар и сочувствуют другим обитателям, подвергшимся такой госпитализации. В самом ПНИ проживающим регулярно назначали психотропные препараты в качестве реакции на беспокойное поведение. Поводом для назначения психиатрической терапии также могли стать нападения на других людей, аутоагрессия, попытки выяснить отношения с персоналом при помощи крика.
Клепикова отмечает, что сложно определить, насколько меры психиатрического характера носили дисциплинарный характер, а в какой степени имели под собой медицинские основания, потому что многие проживающие действительно имели психиатрический диагноз. Поэтому психиатрические меры имели медицинский и воспитательный компонент, но главной их целью было поддержание порядка. Клепикова считает, что воспитательный компонент при этом преобладал, так как персонал безразлично относился к заболеваниям. К примеру, когда волонтёры просили дать подопечному лекарство во время тяжёлого эпилептического припадка, медсёстры реагировали равнодушно и говорили: «А что вы хотите — это же больные люди». Клепикова делает вывод, что психиатрическая терапия является одним из способов контролировать население интерната в целом, подразумевающим профилактику и устрашение.
В 2019 году в 645 психоневрологических интернатах РФ прошли внеплановые государственные проверки, которые привели к выявлению почти 3000 различных нарушений, были выписаны 185 постановлений о штрафах. Нарушения обнаружили примерно в 80% проверенных интернатов. По итогам проверок обнаружили такие проблемы, как некомфортные комнаты, несвоевременная замена белья, нерегулярная стрижка волос и нерегулярный уход за телом подопечных, недостаточное обеспечение людей одеждой, нехватка персонала. Многие из лиц, проживающих в ПНИ, не имеют даже собственных стульев и тумбочек. В интернатах отсутствуют библиотеки, спортзалы; отсутствуют условия для подготовки к самостоятельной жизни. Частое нарушение — несоблюдение правил организации питания, которое было обнаружено в психоневрологических интернатах 47 субъектов РФ: продукты с истёкшими сроками хранения, отсутствие медкнижек у персонала столовых.
Мониторинг 2019 года показал, что в проверенных интернатах, в которых проживает в общей сложности 155 878 граждан, 16% живут в комнатах по семь и более человек (а в интернатах Ульяновской и Архангельской областей проверяющие обнаружили, что в одном помещении проживают по 15—20 человек). Было обнаружено 278 нарушений санитарно-эпидемиологических правил, требований по количеству спальных мест, требований к водоснабжению, 386 нарушений обеспечения доступной среды для инвалидов (отсутствие пандусов, лифтов, беспрепятственного выезда из помещений). В Гвоздевском ПНИ (Воронежская область), как показала проверка, «палаты и отделения „милосердия“ не оснащены необходимым оборудованием, мужчин моют на рамках от железных кроватей с клеенчатым матрацем, медсестры таскают на себе эти железные приспособления вместе с людьми…». В Медвежьегорском ПНИ отсутствуют перегородки в санузлах; в комнатах для проживания антисанитария, запахи испражнений, повсюду грязь; стены, потолок и полы нуждаются в срочном ремонте. У проживающих в Медвежьегорском ПНИ нет зубных щёток. Одежда, включая нижнее бельё, не имеет маркировки — иными словами, является общей и после стирки раздаётся каждый раз по-разному. Практически все проживающие в этом ПНИ не имеют большей части зубов, медицинские обследования сводятся только к прохождению флюорографии и анализу крови из пальца один раз в три года. В течение 2018 года госпитализации в республиканскую психиатрическую больницу подверглись 102 человек из проживающих в Медвежьегорском интернате. В Малиновском ПНИ (Кемеровская область) не прописан питьевой режим для проживающих в отделении милосердия, поэтому люди не получают питьевую воду между приёмами пищи. В Понетаевском ПНИ (Нижегородская область), как отмечали проверяющие, «есть очень тяжелые проживающие, которые сидят на полу в коридорах со следами ушибов, кричат, плачут, во многих палатах стоят ведра для туалета без крышек, запах, у многих они стоят около спальных мест, где люди спят, лицом уткнувшись в свои туалеты! В этом же отделении есть мужчины, которые по своему состоянию отличаются в лучшую сторону. На вопрос, почему они здесь, с тяжёлыми, ответ, что мужское отделение у них одно».

## Проект реформы психоневрологических интернатов
В 2016 году в России началась реформа системы психоневрологических интернатов, после того как вице-премьер РФ Ольга Голодец в июне 2016 года поручила Министерству труда и социальной защиты РФ и Общественному совету при правительстве РФ по вопросам попечительства в социальной сфере разработать «дорожную карту» по реформированию деятельности ПНИ. В августе при московском Департаменте соцзащиты была создана межведомственная рабочая группа «по совершенствованию деятельности ПНИ», а в сентябре такую же группу создали при Министерстве труда. Сложилось два направления реформы: на федеральном уровне, где разрабатывается маршрут системных изменений, и на региональном уровне, где в конкретных учреждениях изучаются существующие в них проблемы и нарушения и внедряются новые практики.
Предполагалось, что основой для реформы станет проект «дорожной карты», разработанный Координационным советом по делам детей-инвалидов и других лиц с ограничениями жизнедеятельности при Общественной палате РФ. В проекте шла речь о развитии стационарозамещающих услуг (оказании социальных услуг и медицинской помощи за пределами традиционных для России закрытых учреждений, что должно было позволить предотвратить поступление людей в ПНИ) и о расширении реестра поставщиков социальных услуг, обеспечении для инвалида возможности выбора между поставщиками стационарных социальных услуг (например, выбора между ПНИ и негосударственными стационарными социальными учреждениями). Кроме того, в проекте «дорожной карты» предлагались конкретные меры по улучшению условий проживания в психоневрологических интернатах и меры, позволяющие создать возможность для интеграции проживающих в общество.
По мнению представителей общественности, реформа системы психоневрологических интернатов провалилась. Так, представители общественности, входившие в рабочую группу по реформированию ПНИ при Министерстве труда, утверждают, что «ни одно из предложений общественности, представители которой входили в рабочую группу, не было воспринято и реализовано». Кроме того, по их словам, Министерство труда проигнорировало рекомендации 68-го специального заседания Совета при президенте России по развитию гражданского общества и правам человека о соблюдении прав человека в ПНИ и создании альтернативных форм жизнеустройства граждан с психофизическими и ментальными нарушениями. Вице-премьер Татьяна Голикова в марте 2019 года заявила: «Действующая система психоневрологических интернатов, созданная ещё в советское время, устарела и требует изменений. Однако многочисленные попытки подойти к её реформированию, мягко говоря, пока ничем не заканчивались».
Отмечалось, что реформа ПНИ слишком мало соответствует условиям успешной институциональной реформы, сформулированным в методичке «Making Reform Happen», которая была издана Организацией экономического сотрудничества и развития (старейшей международной организацией, занимающейся реформами; она объединяет представителей почти сорока стран): у реформы не было влиятельного лидера; не были проведены компетентные исследования и анализ, показывающие, кто именно живёт в ПНИ и в чём заключаются основные требования и жалобы проживающих; отсутствуют налаженные инструменты реформы (в частности, даже если в интернатах перестанут запирать этажи, люди с тяжёлыми двигательными нарушениями по-прежнему не смогут выходить на прогулку из-за отсутствия лифтов, пандусов и др., из-за малого количества персонала); не сформулирован внятный ответ на вопрос, как именно должны измениться интернаты, и отсутствует альтернатива интернатам (нет достаточной помощи на дому, а также проживания в небольших группах при помощи социальных работников). Руководство интернатов не всегда выполняло рекомендации рабочей группы: так, если в московском ПНИ № 18 произошли изменения, в ПНИ № 30 условия проживания (закрытые этажи, отсутствие мобильных телефонов и пр.) остались прежними. Таким образом, у представителей рабочей группы фактически было мало возможностей повлиять на руководство интернатов.

## За пределами РФ

### Постсоветское пространство
В наследство от СССР новообразованным постсоветским государствам достались психоневрологические интернаты, часть из которых была закрыта, а часть функционирует по сей день.

#### Украина
На территории Украины отмечаются частые нарушения прав в специализированных интернатах. Так, по результатам мониторинга, проведённого в четырёх психоневрологических интернатах Украины в 2016 году при поддержке МИД Нидерландов, группы экспертов международного фонда «Глобальная инициатива в психиатрии» и офиса уполномоченного Верховной Рады Украины по правам человека, было обнаружено, что люди, проживающие в психоневрологических интернатах, отрезаны от окружающего мира, живут закрытой регламентированной жизнью; их социальные, моральные и личностные проблемы персонал пытается решить медикаментозным путём, подменяя индивидуальный подход к их потребностям дегуманизированным унифицированным уходом. Пациенты интернатов лишены возможности заниматься какой-либо осмысленной деятельностью, возможности получить психологическую поддержку и консультирование. Патерналистское отношение персонала к пациентом, господствующее в интернатах, приводит к стиранию индивидуальности пациентов, отсутствию у них свободного волеизъявления.
Мониторинг выявил и такие проблемы, как нехватка личных вещей, нехватка медикаментов, отсутствие стоматолога, социальных работников, специалистов по реабилитации и по трудотерапии, отсутствие пандусов, достаточного количества инвалидных колясок и прочих технических средств, в некоторых случаях — размещение химических туалетов рядом с кроватями лежащих клиентов. Член мониторинговой группы Юлия Пиевская отметила, что «человек, попадая в интернат, полностью теряет свою личность, свой внутренний мир» и что руководитель мониторинговой группы Роберт ван Ворен назвал увиденное в психоневрологических интернатах «абсолютным злом».
По утверждению Андрея Федотова, главы крымской ячейки Всеукраинской общественной организации инвалидов и потребителей психиатрической помощи «ЮЗЕР», высказанному на пресс-конференции в 2010 году, крымские специализированные интернаты, где содержатся люди с физическими или психическими отклонениями, больше напоминают «концлагеря, только без газовых камер». По оценке Федотова, условия в таких интернатах значительно хуже, чем в психиатрических больницах: процветают использование рабского труда пациентов, избиения и изнасилования.
В 2015 году наблюдатели из Национального превентивного механизма против пыток описали случаи в Черниговской области, когда подопечные психоневрологических интернатов годами не выходили на улицу, не получали медицинской помощи, жили в грязи и спали в инвалидных колясках вместо кроватей. Так, одну женщину с опухолью в груди, находящуюся в Городнянском ПНИ, три года не осматривали врачи; при посещении ПНИ правозащитниками опухоль кровоточила. В том же ПНИ представители офиса омбудсмена стали свидетелями крайне небрежного ухода за больными: в отделении стоит запах мочи, женщины лежат без нижнего белья, у двух женщин из-за постоянного лежания образовались пролежни. В Любецком интернате для лечения каждого больного было предусмотрено лишь 1,45 гривен в сутки; по словам Т. Печончик, на входе в отделение этого интерната нет ни одного пандуса, из-за чего многие люди не могут выйти на прогулку. В целом в ПНИ Черниговской области, по данным за 2015 год, предусмотрено было около гривны в день на медикаменты и от 5 до 10 — на питание.

#### Казахстан
Казахстанские ПНИ были переименованы в «центры оказания специальных медицинских услуг» (каз. «мамандандырылған медициналық қызметтер көрсету орталығы»), но фактически сохранили за собой весь функционал ПНИ.